# فريند همفري
فريند همفري هو سياسي أمريكي، ولد في 8 مارس 1787، وتوفي في 15 مارس 1854. نشط حزبياً في حزب اليمين. وقد انتخب عضو مجلس ولاية نيويورك ‏.